# Kamil Kosowski
Kamil Kosowski (phát âm tiếng Ba Lan: [ˈkamil kɔˈsɔfski], sinh ngày 30 tháng 8 năm 1977) là một cựu cầu thủ bóng đá chuyên nghiệp người Ba Lan thi đấu ở vị trí tiền vệ. Anh từng khoác áo tuyển quốc gia Ba Lan cũng như một số câu lạc bộ ở châu Âu như Southampton, APOEL, Chievo hay Cádiz.

## Sự nghiệp cáp câu lạc bộ
Sinh ra tại Ostrowiec Świętokrzyski, Kosowski bắt đầu chơi bóng tại câu lạc bộ quê nhà KSZO Ostrowiec Świętokrzyski.

### Wisła Kraków and loans
Kosowski trở nên nổi tiếng tại Ba Lan nhờ màn thể hiện tại câu lạc bộ Wisła Kraków trong các trận đấu của Cúp UEFA mùa 2002–03.
Anh chuyển tới câu lạc bộ 1. FC Kaiserslautern của Đức vào năm 2003 rồi kế tiếp đầu quân cho câu lạc bộ Southampton FC của Anh, tại đây anh thi đấu mùa 2005–06 với bản hợp đồng cho mượn 1 năm và được gọi lên tuyển quốc gia Ba Lan. Anh ghi một bàn tại giải vô địch quốc gia cho Southampton trong trận hòa 1–1 với Hull City.
Sau khi bị đem cho mượn đến A.C. Chievo Verona, Kosowski trở lại Wisła Kraków và chơi rất hay trong nửa đầu mùa giải, khi là chân sút có nhiều kiến tạo nhất sau nửa đầu mùa giải, cụ thể anh kiến thiết 9 bàn thắng sau 13 trận. Tuy nhiên vào ngày 14 tháng 1 năm 2008, Wisła Kraków và Kosowski cùng nhất trí chấm dứt hợp đồng do không đạt được thỏa thuận về một bản hợp đồng mới.

### Cádiz
Kosowski ký một bản hợp đồng dài 2 năm rưỡi với câu lạc bộ Cádiz CF ở giải hạng hai của Tây Ba Nha vào ngày 25 tháng 1 năm 2008. Cadiz kết thúc ở vị trí bét bảng ở Segunda División mùa 2007–08 và bị đẩy xuống Segunda División B.

### APOEL

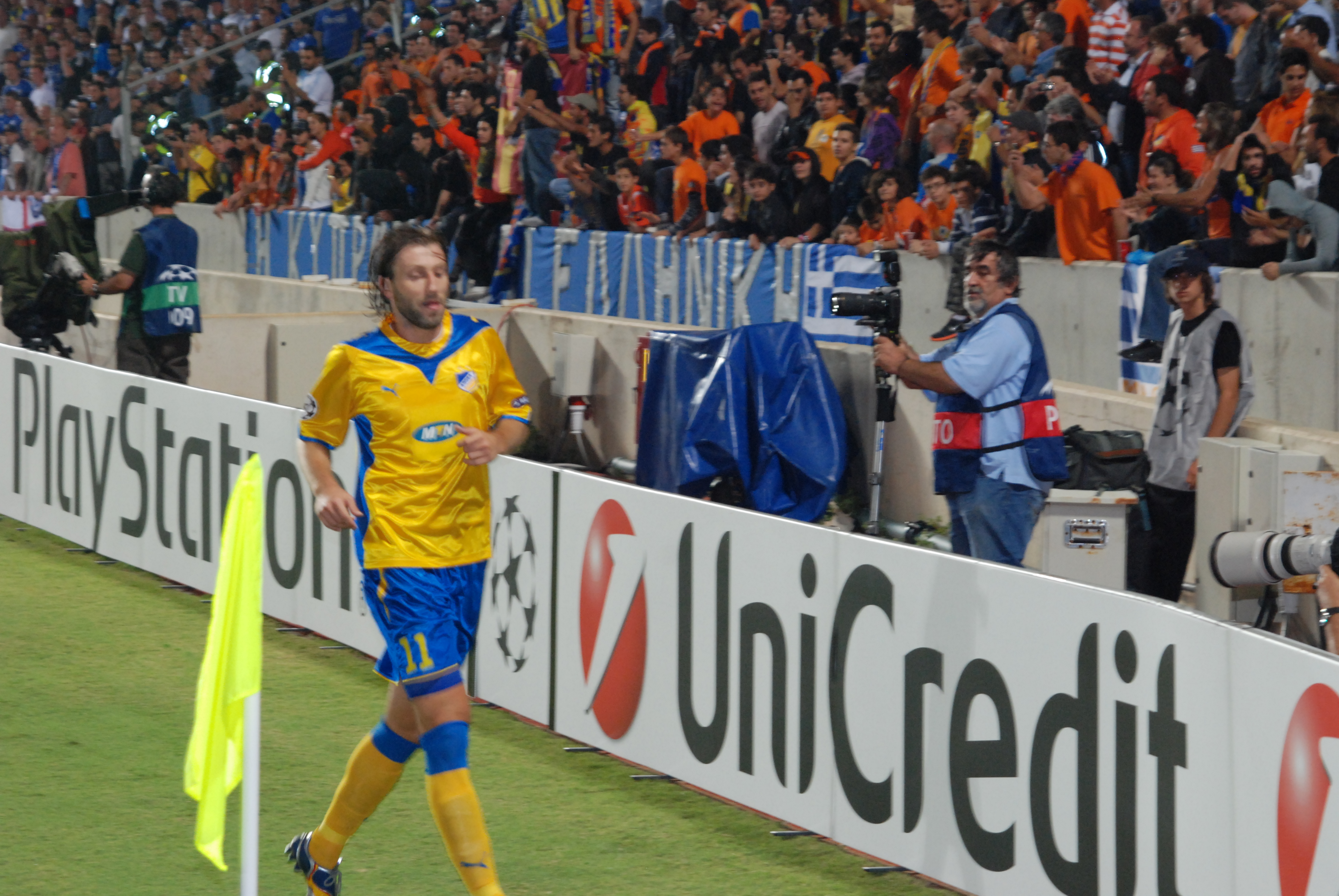
Kosowski trong màu áo APOEL ở trận đấu thuộc khuôn khổ UEFA Champions League chạm trán Chelsea

Ngày 7 tháng 7 năm 2008, Kosowski chuyển đến APOEL từ Cádiz CF và ký một bản hợp đồng 2 năm. Trong trận đá chính thức đầu tiên trong màu áo APOEL, Kosowski ghi bàn thắng duy nhất tại trận đấu Siêu cúp gặp Anorthosis và giúp APOEL đoạt danh hiệu. Trong năm đầu tiên chơi cho câu lạc bộ, anh giúp APOEL vô địch quốc gia Đảo Síp mùa 2008–09, trở thành một trong những cầu thủ giá trị nhất của đội bóng. Ở mùa kế tiếp, anh cùng đội đoạt siêu cúp lần nữa và còn có 5 trận đấu chính thức tại vòng bảng của UEFA Champions League 2009–10 trong màu áo APOEL. Anh cho biết việc thi đấu cùng APOEL tại UEFA Champions League là một trong những khoảnh khắc quan trọng nhất sự nghiệp của mình.

### Apollon Limassol
Ngày 31 tháng 5 năm 2010, anh ký hợp đồng 2 năm với Apollon Limassol nhưng ở cuối mùa bóng đó hợp đồng của anh bị hủy theo đồng thuận của hai bên.

### GKS Bełchatów
Tháng 7 năm 2011, anh đầu quân cho GKS Bełchatów với bản hợp đồng dài một năm.

## Sự nghiệp cấp đội tuyển
Kosowski có 52 lần khoác áo đội tuyển Ba Lan và ghi được 4 bàn thắng.
Tháng 8 năm 2005 anh nằm trong thành phần đội tuyển thi đấu tại Valeri Lobanovsky Memorial Tournament 2005.
Anh được lựa chọn vào đội hình 23 tuyển thủ quốc gia dự vòng chung kết Giải vô địch bóng đá thế giới 2006 tổ chức tại Đức, nhưng anh chỉ chơi vỏn vẹn 15 phút trong một trận đấu gặp Ecuador.

### Bàn thắng cho đội tuyển
| #  | Ngày                 | Nơi tổ chức                     | Đối thủ              | Tỉ số | Kết quả | Giải đấu                             |
| -- | -------------------- | ------------------------------- | -------------------- | ----- | ------- | ------------------------------------ |
| 1. | 4 tháng 4 năm 2003   | Ostrowiec Świętokrzyski, Ba Lan | San Marino           | 5–0   | Win     | Vòng loại giải vô địch châu Âu 2004  |
| 2. | 16 tháng 11 năm 2003 | Płock, Ba Lan                   | Serbia và Montenegro | 4–3   | Thắng   | Giao hữu                             |
| 3. | 26 tháng 3 năm 2005  | Warsaw, Ba Lan                  | Azerbaijan           | 8–0   | Thắng   | Vòng loại giải vô địch thế giới 2006 |
| 4. | 3 tháng 9 năm 2005   | Chorzów, Ba Lan                 | Áo                   | 3–2   | Thắng   | Vòng loại giải vô địch thế giới 2006 |